# Amuro Ray
Amuro Ray (レイ アムロ?, Rei Amuro), in Italia noto anche come Peter Rei, è un personaggio fittizio dell'anime Mobile Suit Gundam e dei suoi seguiti, Mobile Suit Zeta Gundam e Char's Counterattack, famoso per essere il pilota del primo Gundam.

## Biografia

### Giovinezza
Amuro Ray è il figlio di Tem Ray, capoprogetto del "Progetto V" diretto a produrre un prototipo di mobile suit per la Federazione Terrestre per contrastare i mobile suit del Principato di Zeon. All'inizio della serie Mobile Suit Gundam Amuro ha 15 anni, ed è un civile che insieme ai suoi amici Fraw Bow e Hayato Kobayashi vive su una colonia di Side 7, uno dei pochi Side lasciati intatti dalla terribile Guerra di un anno. Amuro è uno studente ingegnere, e per hobby ha progettato un robot parlante della forma e dimensioni di una palla da basket (Haro), che diventerà in seguito la "mascotte" di tutta la metaserie Gundam.
La giovinezza di Amuro è parzialmente documentata nei fumetti e romanzi e da indicazioni presenti nella serie e nei film. Il manga Gundam Origini riporta che la sua città natale era Rosarito, città della Bassa California, in Messico, dove durante la guerra di un anno ancora risiedeva la madre Kamaria. Secondo quanto riportato nella documentazione del videogioco Dynasty Warriors: Gundam 2 Amuro è nato invece a Prince Rupert, piccola città a Nord di Vancouver, in Canada.
Amuro trascorse i suoi primi anni sulla Terra, fino a quando tra il 0075 e il 0079 suo padre venne chiamato dalla Earth Federal Space Force (le forze spaziali della Federazione Terrestre) per dirigere il Progetto V, un piano di ricerca segreto indirizzato allo sviluppo di armi e mobile suit sotto la copertura della costruzione di una colonia. Sebbene il padre di Amuro desiderasse che anche sua moglie lo accompagnasse nello spazio, questa rifiutò per ragioni mai specificate; i romanzi suggeriscono che la madre di Amuro avesse una relazione con un altro uomo e non volesse rimanere con il marito. Inoltre, quando Amuro la incontra nuovamente, viene mostrata una certa animosità tra i due.
Raggiunte le colonie, Amuro divenne chiuso ed introverso, rimanendo spesso da solo. Sebbene in questo periodo vivesse nelle colonie, suo padre non era mai a casa, e la sua vicina Fraw si autoincaricò di prendersi cura di lui. Ciò continuò per il periodo della Guerra di un anno.

### La guerra di un anno
Amuro si ritrovò a pilotare il Gundam quando, durante un'operazione di spionaggio di Zeon questi scoprirono la presenza dell'RX-78-2 Gundam (progettato dal padre di Amuro) sulla Base Bianca e attaccarono la colonia. Nella confusione dell'evacuazione Amuro si imbatté nel Gundam adagiato su un rimorchio e nel manuale del Progetto V. Per difendere la colonia entrò nella cabina di pilotaggio e grazie alla sua intuizione e al manuale riuscì ad avviare il Gundam e a sconfiggere due mobile suit Zaku pilotati da due assi di Zeon. Comunque a causa della sua inesperienza rese anche instabile Side 7 portandola vicino alla distruzione.
Poco dopo questi eventi si guadagnò rapidamente l'animosità del comandante Char Aznable, uno dei più grandi assi dell'esercito di Zeon. Char e Amuro si affrontarono molte volte in battaglia nel corso della guerra, ma è con la morte di Lalah Sune che la loro rivalità si trasforma in un feroce odio uno per l'altro. Ognuno dei due incolpò l'altro per la morte e la loro rivalità raggiunse il culmine in Char's Counterattack, sebbene altri eventi avessero messo in stasi questa rivalità per molti anni.
Amuro è il primo esempio di pilota newtype nei ranghi della Federazione Terrestre e probabilmente il più famoso grazie al fatto di aver pilotato il primo Gundam.

### Z Gundam
Nonostante il fatto di essere stato uno dei più famosi eroi della guerra di Un Anno, Amuro viene messo praticamente agli arresti domiciliari a causa della sfiducia del governo nei confronti dei Newtype. Pur vivendo in una dimora lussuosa (forse pagata dalle licenze per la vendita dei giocattoli basati sul suo Haro) e ufficialmente libero di venire e andare come preferisce, i suoi servitori sono in realtà agenti governativi incaricati di sorvegliare i suoi movimenti. Inoltre Amuro addestra studenti della Cheyenne MS Academy fino al conflitto di Gryps.
Durante il conflitto di Gryps, Fraw Bow convince Amuro a ritornare in azione. Amuro sfugge ai suoi sorveglianti e si unisce a Karaba, alleato dell'AEUG, conducendo diversi attacchi contro basi terrestri dei Titan. È solo dopo gli eventi di Mobile Suit Zeta Gundam che si riunisce di nuovo ai ranghi della Federazione Terrestre (ora fusa con l'AEUG) e viene promosso a Lt. Commander (capitano) all'inizio di Char's Counterattack.

### Il contrattacco di Char
Durante la seconda guerra di Neo Zeon viene assegnato alla nave da battaglia Ra Cailum, l'ammiraglia della task force della Federazione al comando di Londo Bell. Amuro pilota inizialmente il RGZ-91 Re-GZ, ma ben presto la Anaheim Electronics gli consegna il RX-93 Nu Gundam, un mobile suit altamente avanzato progettato da Amuro stesso. Si ritiene che il suo rango relativamente basso nella Federazione sia un segno dell'immutata sfiducia del governo nelle sue fedeltà.
Al termine della guerra Amuro tenta di usare il suo Gundam per arrestare da solo l'asteroide Axis e impedirgli di collidere con la Terra. Per riuscirci sono però entrambi (lui e Char, del quale Amuro ha catturato la cabina di comando, incastrandola in Axis) costretti a sovraccaricare le loro psicoframe mentre i loro mobile suit bruciavano nell'atmosfera terrestre, terminando così la loro lunga rivalità.

## Relazione con Sayla
Sebbene non venga detto espressamente nella serie, è implicito che Amuro sviluppi una stretta relazione con la sua compagna Sayla Mass. Entrambi sono fuoricasta sociali che si sono ritrovati coinvolti nella Guerra di un anno ed entrambi scoprono di essere newtype. La loro prima interazione significativa avviene quando Amuro salva Sayla dalla cattura durante la battaglia con Ramba Ral e i due vengono successivamente appaiati come piloti di Gundam, dando loro la possibilità di costruire una stretta relazione. Ciò conduce ognuno dei due a considerare l'altro come un confidente. Alla fine della serie Amuro e Sayla scoprono di poter comunicare telepaticamente l'uno con l'altra. Quando Amuro e Char combattono ad A Baoa Qu, Sayla urla loro di smettere di combattere, timorosa che uno o l'altro potrebbe restare ucciso.
Nei romanzi il legame romantico tra Amuro e Sayla è ancora più evidente. Poco dopo essere stati assegnati alla Base Bianca, Amuro invita Sayla a cena. I due mangiano e chiacchierano e discutono su cosa significhi essere un Newtype. Successivamente Sayla si reca a tarda ora nella cabina di Amuro e i due fanno l'amore, iniziando così una relazione molto intensa. Quando Amuro viene ucciso dai mobile suit di Char alla fine del romanzo, la sua mente raggiunge per un momento Sayla esprimendole il proprio amore per lei, insieme al rimpianto di non poter trascorrere il resto della sua vita con lei. Sayla ricambia l'affetto. Successivamente Sayla racconta a Char che egli ha ucciso l'uomo che lei amava. Alla fine della guerra Sayla comunica con la coscienza di Amuro e questo le dice di essere sempre con lei.